# Siglind Bruhn

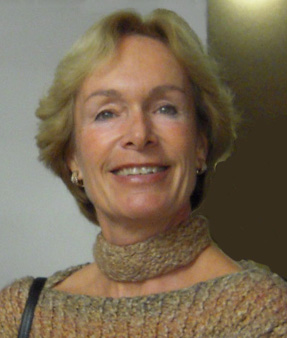
Siglind Bruhn (2010)

Siglind Bruhn (* 11. Oktober 1951 in Hamburg) ist eine deutsche Musikwissenschaftlerin und Konzertpianistin.

## Leben
Siglind Bruhn wuchs in Hamburg auf. Schon vor ihrem Abitur im Jahr 1970 studierte sie drei Semester in der Klavierklasse von Hans Eckart Besch an der Musikhochschule Hamburg, anschließend in der Meisterklasse von Wladimir Horbowski an der Musikhochschule Stuttgart. 1975 legte sie das Staatsexamen in Musik mit Hauptfach Klavier ab. Nebenher belegte sie Romanistik, vergleichende Literaturwissenschaft und Philosophie an der Universität München. 1975–1976 arbeitete sie an der städtischen Musikschule Stuttgart als Klavierlehrerin.
1976 absolvierte sie einen Abschluss als Magister Artium mit einer Arbeit über das Drama Ramón María del Valle-Incláns. Während dieser Zeit lernte sie ihren späteren Mann, den Philosophen Gerhold K. Becker, kennen. In den Jahren 1976–78 schrieb Siglind Bruhn ihr erstes Buch, das das pädagogische Vermächtnis ihres Lehrers Horbowski mit ersten eigenen Forschungen verbindet. 1977–1978 war sie Klavierlehrerin am Conservatoire de musique de Genève.
Nach weiteren vier Jahren beruflicher Tätigkeit als musikalische Leiterin der Musikschule Unterhaching immatrikulierte sie sich an der Universität Wien, wo sie im Frühjahr 1985 mit einer interdisziplinären Dissertation in der Fächerverbindung Musikanalyse und Psychoanalyse summa cum laude promoviert wurde. Von 1982 bis 1987 war sie Leiterin des und Dozentin am Institut für Musikalische Interpretation in Dinkelsbühl sowie von 1984 bis 1987 Leiterin und Dozentin der Pianisten-Akademie in Ansbach.
Zwei Jahre später folgte sie ihrem Mann, der inzwischen eine Stelle in Hongkong angenommen hatte, nach Asien und unterrichtete sechs Jahre lang an der Universität Hongkong. Während ihres ersten Sabbatjahres 1993–1994, das sie an der Universität von Michigan, USA, verbrachte, wurde sie an das dortige geisteswissenschaftliche Forschungsinstitut berufen, wo sie inzwischen wissenschaftliche Mitarbeiterin auf Lebenszeit ist. Parallel zu ihrer dortigen Forschungstätigkeit war sie chercheur invité an der Sorbonne (2003–08), Distinguished Senior Research Fellow am Zentrum für Kunst und Christentum der Universität Kopenhagen (2002–10) und Gastprofessorin an den polnischen Musikakademien von Krakow und Katowice (2014–18). 2001 wurde sie in die Europäische Akademie der Wissenschaften und Künste gewählt, 2008 verlieh ihr die Linné-Universität in Schweden die Ehrendoktorwürde.
Als Pianistin trat Bruhn bereits als Jugendliche auf. Sie trat sowohl als Solistin als in Kammermusikbesetzungen – insbesondere mit Werken von Maurice Ravel und Paul Hindemith – in Erscheinung und war in einer Reihe von Rundfunkaufzeichnungen zu hören. Seit 2007 organisiert sie Kammerkonzerte in Waldkirch.

## Auszeichnungen
- 2001 Wahl zum ordentlichen Mitglied der Europäischen Akademie der Wissenschaften und Künste
- 2002 Ernennung zum Distinguished Senior Research Fellow am Center for Christianity and the Arts der Universität Kopenhagen
- 2003 Ernennung zum Chercheur invité am Institut d’esthétique des arts contemporains der Universität Paris I–Sorbonne
- 2008 Ehrendoktor (Dr. phil. h. c.) der Universität Växjö (heute: Linnaeus-Universität), Schweden

## Buchpublikationen

### Deutsch
- Die Kunst musikalischer Gestaltung am Klavier. Gestaltungskriterien und Gestaltungsmittel in Bach’scher und klassischer Klaviermusik. Frankfurt etc.: Peter Lang 1981. ISBN 978-3-8204-5878-7
- Die musikalische Darstellung psychologischer Wirklichkeit in Alban Bergs Wozzeck. Frankfurt etc.: Peter Lang 1986. ISBN 978-3-8204-8951-4.
- Musikalische Symbolik in Olivier Messiaens Weihnachtsvignetten. Hermeneutisch-analytische Untersuchungen zu den Vingt Regards sur l'Enfant-Jésus. Frankfurt etc.: Peter Lang 1997. ISBN 978-3-631-31097-7.
- Das tönende Museum: Musik des 20. Jahrhunderts interpretiert Werke bildender Kunst. Waldkirch: Edition Gorz 2004. ISBN 3-938095-00-8.
- Christus als Opernheld im späten 20. Jahrhundert. Waldkirch: Edition Gorz 2005. ISBN 3-938095-03-2.
- Messiaens musikalische Sprache des Glaubens: Theologische Symbolik in den Klavierzyklen Visions de l’Amen und Vingt Regards sur l’Enfant-Jésus. Waldkirch: Edition Gorz 2006. ISBN 3-938095-04-0
- J. S. Bachs Wohltemperiertes Klavier: Analyse und Gestaltung. Waldkirch: Edition Gorz 2006. ISBN 3-938095-05-9.
- Olivier Messiaen, Troubadour: Liebesverständnis und musikalische Symbolik in Poèmes pour Mi, Chants de terre et de ciel, Trois petites Liturgies de la présence divine, Harawi, Turangalîla-Sinfonie und Cinq Rechants. Waldkirch: Edition Gorz 2007. ISBN 978-3-938095-07-2.
- Messiaens 'Summa theologica': Musikalische Spurensuche mit Thomas von Aquin in La Transfiguration, Méditations und Saint François d’Assise. Waldkirch: Edition Gorz 2008. ISBN 978-3-938095-09-6.
- Hindemiths große Bühnenwerke. Hindemith-Trilogie Band I. Waldkirch: Edition Gorz 2009. ISBN 978-3-938095-11-9.
- Hindemiths große Vokalwerke. Hindemith-Trilogie Band II. Waldkirch: Edition Gorz 2010. ISBN 978-3-938095-14-0.
- Hindemiths große Instrumentalwerke. Hindemith-Trilogie Band III. Waldkirch: Edition Gorz 2012. ISBN 978-3-938095-15-7.
- Die Musik von Jörg Widmann. Waldkirch: Edition Gorz 2013. ISBN 978-3-938095-16-4.
- Europas klingende Bilder. Eine musikalische Reise. Waldkirch: Edition Gorz 2013. ISBN 978-3-938095-18-8.
- Schönbergs Musik 1899–1914. Von der Tondichtung zum Klangfarbenspiel. Waldkirch: Edition Gorz 2015. ISBN 978-3-938095-20-1.
- Aribert Reimanns Vokalmusik. Waldkirch: Edition Gorz 2016. ISBN 978-3-938095-21-8.
- Henri Dutilleux. Jede Note auf der Goldwaage gewogen. Waldkirch: Edition Gorz 2016. ISBN 978-3-938095-22-5.
- Debussys Klaviermusik und ihre bildlichen Inspirationen. Waldkirch: Edition Gorz 2017. ISBN 978-3-938095-23-2.
- Debussys Vokalmusik und ihre poetischen Evokationen. Waldkirch: Edition Gorz 2018. ISBN 978-3-938095-24-9.
- Debussys Instrumentalmusik im kulturellen Kontext. Waldkirch: Edition Gorz 2019. ISBN 978-3-938095-25-6.
- «Dunkel ist das Leben». Liedsinfonien zur Vergänglichkeit von Mahler bis Penderecki. Waldkirch: Edition Gorz 2020. ISBN 978-3-938095-27-0.
- Ravels Klaviermusik. Waldkirch: Edition Gorz 2021. ISBN 978-3-938095-28-7.
- Ravels Lieder und Opern. Waldkirch: Edition Gorz 2021. ISBN 978-3-938095-29-4.
- Ravels Orchester- und Kammermusik. Waldkirch: Edition Gorz 2022. ISBN 978-3-938095-31-7.
- Alban Bergs Liederzyklen und Kammermusik: Thematik, Struktur, Semantik. Waldkirch: Edition Gorz 2023. ISBN 978-3-938095-32-4.
- Alban Bergs sinfonische Werke: Thematik, Struktur, Semantik. Waldkirch: Edition Gorz 2024. ISBN 978-3-938095-33-1.

### Englisch (Auswahl)
- Guidelines to Piano Interpretation, Penerbit Muzikal Malaysia, 1989, ISBN 978-967-985-180-9.
- J. S. Bach's Well-Tempered Clavier: In-depth analysis and interpretation. Mainer International, 1993. ISBN 978-962-580-017-2, ISBN 978-962-580-018-9, ISBN 978-962-580-019-6, ISBN 978-962-580-020-2.
- Images and Ideas in Modern French Piano Music: The Extra-Musical Subtext in Piano Works by Ravel, Debussy and Messiaen. Pendragon, 1997. ISBN 978-0-945193-95-1; paperback edition 2010 ISBN 978-1-57647-197-5.
- The Temptation of Paul Hindemith: Mathis der Maler as a Spiritual Testimony. Pendragon, 1998. ISBN 978-1-57647-013-8.
- Musical Ekphrasis: Composers Responding to Poetry and Painting, Pendragon, 2000. ISBN 978-1-57647-036-7.
- Musical Ekphrasis in Rilke's Marienleben, Rodopi, 2000. ISBN 978-90-420-0800-7.
- Saints in the Limelight: Representations of the Religious Quest on the Post-1945 Operatic Stage, Pendragon, 2003. ISBN 978-1-57647-096-1.
- The Musical Order of the World: Kepler, Hesse, Hindemith, Pendragon, 2005. ISBN 978-1-57647-117-3.
- Messiaen's Contemplations of Covenant and Incarnation: Musical Symbols of Faith in the two great piano cycles of the 1940s, Pendragon, 2007. ISBN 978-1-57647-129-6.
- Messiaen's Explorations of Love and Death: Musical Signification in the Tristan Trilogy and Three related song cycles, Pendragon, 2008. ISBN 978-1-57647-136-4.
- Messiaen's Interpretations of Holiness and Trinity: Echoes of Medieval Theology in the Oratorio, Organ Meditations, and Opera, Pendragon, 2008. ISBN 978-1-57647-139-5.
- Frank Martin's Musical Reflections on Death, Pendragon 2011. ISBN 978-1-57647-194-4.
- J. S. Bach's Well-Tempered Clavier: In-depth analysis and interpretation. (Second, completely revised edition in one volume.) Gorz 2014. ISBN 978-3-938095-19-5.

## Herausgebertätigkeit
Als Mitautorin herausgegebene Aufsatzsammlungen
- Messiaen's Language of Mystical Love. New York: Garland 1998. ISBN 0-8153-2747-1.
- Encrypted Messages in Alban Berg's Music. New York: Garland 1998. ISBN 0-8153-2480-4.
- Signs in Musical Hermeneutic [Sonderband in The American Journal of Semiotics 13/1-4], 1998. ISSN 0277-7126
- Voicing the Ineffable: Musical Representations of Religious Experience. Hillsdale, NY: Pendragon Press 2002. ISBN 1-57647-089-X.
- Sonic Transformations of Literary Texts: From Program Music to Musical Ekphrasis. Hillsdale, NY: Pendragon Press 2008. ISBN 1-57647-140-3.
- Seit 2000 Betreuung der bei Pendragon Press publizierten Buchserie “Interplay: Music in Interdisciplinary Dialogue” (anfangs zusammen mit Magnar Breivik, Universität Trondheim, Norwegen)[2]